# Râul Burdijeni
Râul Burdijeni este un afluent al râului Corbeasca. 

## Hărți
- Harta interactivă județul Arad
- Harta Munții Zarand  Arhivat în 27 mai 2008, la Wayback Machine.